# محمدحسن مافی
محمدحسن مافی (۱۳۳۴-۱۲۸۲) فرزند میرزا مهدی، شیمی دان ایرانی و استاد دانشگاه تهران بود. او که در سال ۱۳۰۹ برای تحصیل در رشته فلاحت به مون پولیه فرانسه اعزام شده بود  ، در سال ۱۹۳۷ از دانشگاه پاریس دانشنامه دکتری شیمی دریافت کرد.  وی در دانشکده داروسازی دانشگاه تهران شیمی آلی و زیست شیمی تدریس می کرد . او از سال ۱۳۳۰ عضو تحریریه نشریه نامه ماهیانه دانشکده پزشکی بود و برای نگارش کتاب اصول بهداشت تغذیه در سال ۱۳۳۳ برندهٔ جایزه سلطنتی کتاب سال شد. دکتر مافی که در دوران تحصیل بورسیه بلدیه بود  در بازگشت به ایران علاوه بر تدریس در دانشگاه، به شهرداری در امر کنترل مواد غذایی، خدمات مشاوره و آموزشی ارایه می داد. وی در دوره ای به عنوان کارشناس رسمی دادگستری در زمینه ی زهرشناسی و بررسی مواد غذایی نیز فعالیت داشت.. دکتر مافی در اواخر مهر ماه ۱۳۳۴ درگذشت و از سوی  دکتر منوچهر اقبال  ریاست وقت دانشگاه تهران برای بزرگداشت یاد او مراسمی در دانشگاه برگزار شد.
او را نباید با دکتر حسن مافی (۱۳۷۷-۱۲۹۷) فرزند اصغر که در سال ۱۹۵۱ از دانشکده پزشکی پاریس در فرانسه فارغ التحصیل شد و سال ها استاد دانشکده پزشکی دانشگاه تهران بود، اشتباه کرد.

## آثار
- اصول بهداشت تغذیه
- ش‍ی‍م‍ی ب‍ی‍ول‍وژی، م‍ح‍م‍دح‍س‍ن م‍اف‍ی، ت‍ه‍ران: دانشگاه تهران، ۱۳۳۲